# C/1995 Y1 Hyakutake
C/1995 Y1 Hyakutake è la prima cometa scoperta dall'astrofilo giapponese Yuji Hyakutake: è stata scoperta il 25 dicembre 1995 ed è una cometa non periodica.